# Krannon

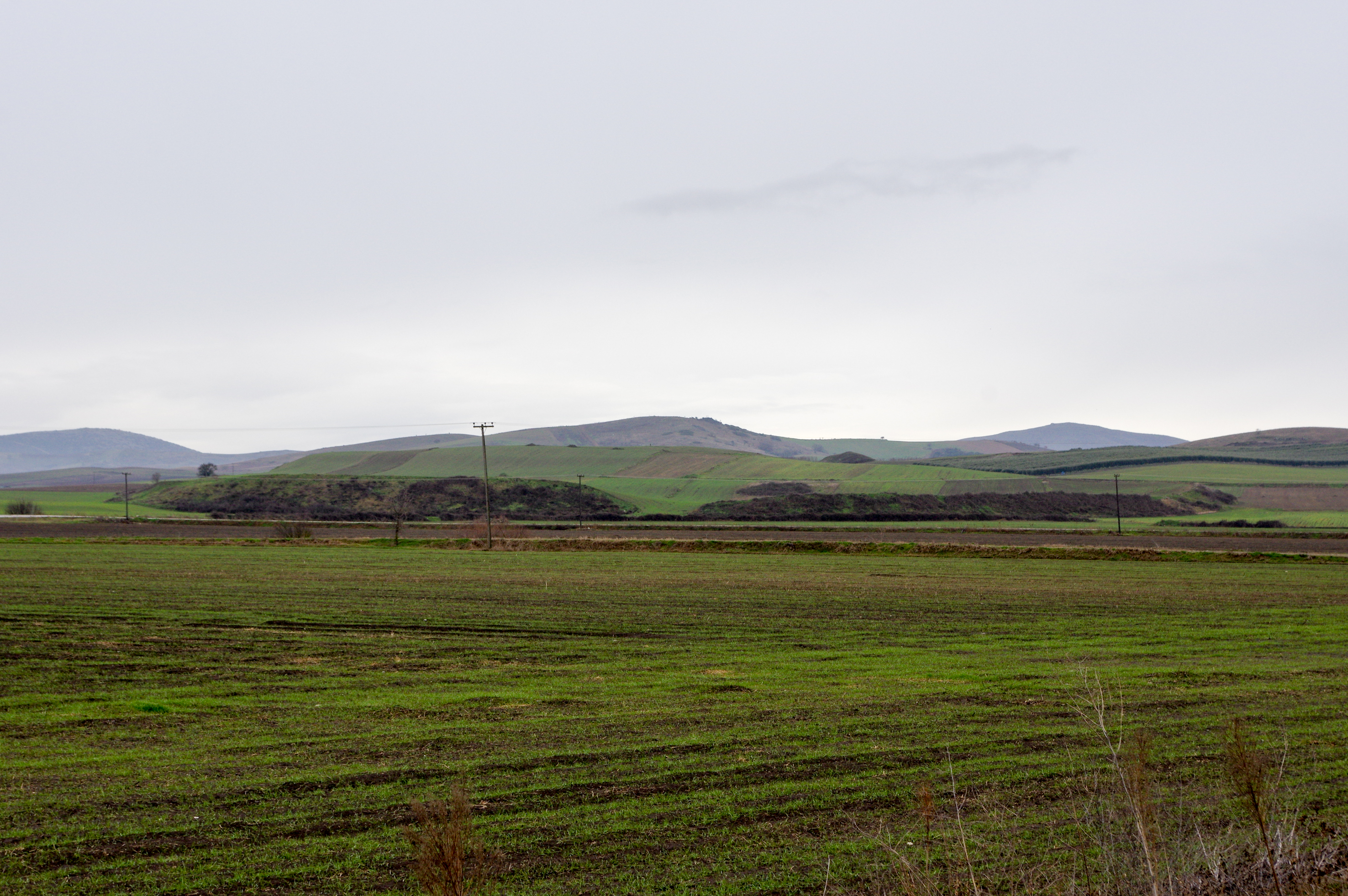
Palaio-Larisa, das alte Krannon.

Krannon war eine antike griechische Stadt im westlichen Bergland der Landschaft Pelasgiotis, Thessalien. Es lag südwestlich von Larisa zwischen den Flüssen Enipeus und Peneios. Geringe Ruinenreste der antiken Polis wurden bei Palaio-Larisa in dem heutigen Ort Krannonas entdeckt.

## Geschichte
Der älteste, vorthessalische Name von Krannon war laut antiken Kommentatoren das von Homer erwähnte Ephyra; sie setzten also Krannon mit dem homerischen Ephyra gleich. Die erhaltenen antiken Schriftsteller bezogen ihre diesbezüglichen Nachrichten aus dem verlorenen Kommentar Apollodors zu Homers Schiffskatalog. Demnach nannten erst die Thessaler bei ihrer Einwanderung in diese Gegend die Siedlung Krannon. Aus nördlicher Richtung wirkte vor allem der Einfluss Makedoniens auf Krannon ein, das zu den acht mächtigeren Städten Thessaliens gehörte und seit etwa 480 v. Chr. Münzen prägte. Aus den Münzbildern ist erschließbar, dass es in der Stadt Kulte für Poseidon und Zeus gab. Auch Athena und Asklepios wurden hier verehrt; ihre Tempel waren Standort der Stadtarchive. Politisch rivalisierte Krannon mit seiner mächtigen Nachbarstadt Larisa. Dies war ihm durch den Ertrag aus Ackerbau und Weidewirtschaft möglich. Das thessalische Adelsgeschlecht der Skopaden herrschte im 6. und 5. Jahrhundert v. Chr. in Krannon, hatte hier ausgedehnten Grundbesitz und trat in Konkurrenz zu den in Larisa regierenden, einflussreicheren Aleuaden. Die Geschichtlichkeit seines ältesten bekannten Vertreters, Skopas I., ist umstritten. Dessen Sohn Kreon heiratete eine Angehörige der Adelsfamilie der Echekratiden. Für ihren Sohn Skopas II., der im späten 6. Jahrhundert v. Chr. lebte, verfasste der Dichter Simonides einen Preisgesang, Ein Angehöriger der Skopaden, Diaktorides, soll als Freier der Agariste, der Tochter des Tyrannen Kleisthenes von Sikyon, aufgetreten sein. Wohl an der Wende vom 5. zum 4. Jahrhundert v. Chr. wurden die Skopaden gestürzt.

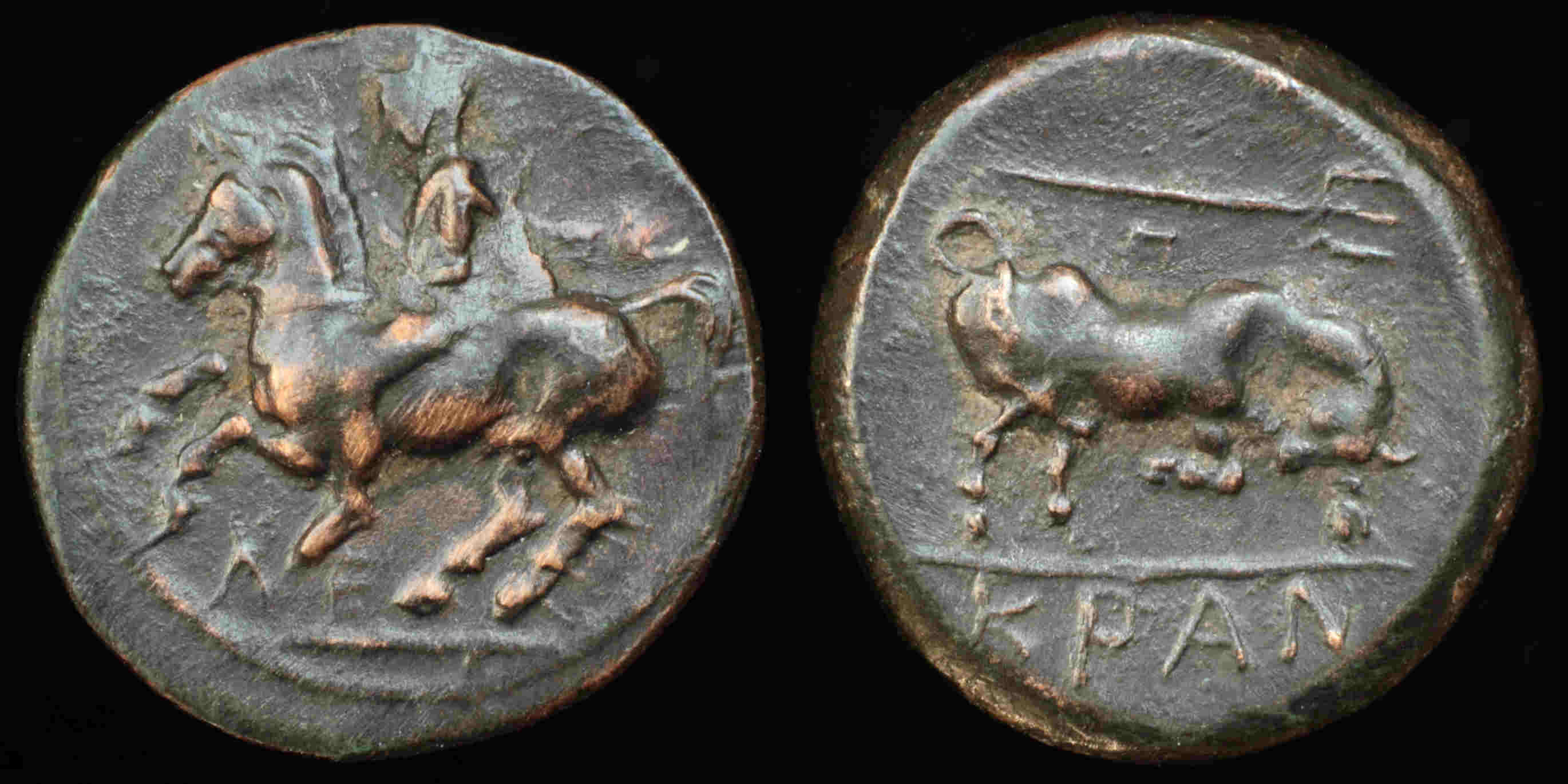
Bronzemünze von Krannon, 400–344 v. Chr.

431 v. Chr., zu Beginn des Peloponnesischen Kriegs, sandte Krannon zusammen mit einigen anderen thessalischen Städten Truppen zur Unterstützung Athens. 394 v. Chr. waren die Einwohner Krannons Verbündete der Boioter und attackierten den spartanischen König Agesilaos während seines Marschs durch Thessalien nach seiner Rückkehr aus Kleinasien. Im frühen 4. Jahrhundert v. Chr. stand die Stadt unter der Herrschaft der Tyrannen von Pherai. Erwähnt wird der vermögende Deinias aus Pherai, der mit einer Heerschar die Bürger Krannons beim Fest der Athena Itonia überfiel und Tyrann der Stadt wurde. Seine Tyrannis stand wohl in Zusammenhang mit jener des Alexander von Pherai in Larisa. Der von den Aleuaden in Larisa zu Hilfe gerufene Makedonenkönig Alexander II. eroberte 369 v. Chr. nach Larisa auch Krannon und stürzte dadurch wohl Deinias. Dann behielt er aber die beiden Städte in seiner Gewalt, bis der thebanische Feldherr Pelopidas im nächsten Jahr die makedonischen Besatzungen vertrieb.
In delphischen Urkunden des 4. Jahrhunderts v. Chr. erscheint Krannon noch als angesehene Stadt, hatte aber freilich eine geringere Bedeutung als Pharsalos und Larisa. Als nach dem Tod Alexanders des Großen der Lamische Krieg ausbrach, besiegte der makedonische Feldherr Antipatros im August 322 v. Chr. das vereinigte Heer der aufständischen Griechen in der Schlacht bei Krannon. Der Diadoche Lysimachos stammte aus Krannon. In der nachfolgenden Zeit des Hellenismus schwand die Bedeutung der Stadt, die dafür nicht genügend zentral lag. Während des Kriegs des Seleukidenkönigs Antiochos III. gegen das Römische Reich war Krannon zu schwach, um Antiochos Widerstand zu leisten, so dass er die Stadt 191 v. Chr. sofort erstürmte. Auch der römische Konsul Acilius Glabrio traf bei seiner Rückeroberung Krannons auf keine Gegenwehr. In der Folge scheint Krannon auch weiterhin mit Larisa verbunden geblieben zu sein. In der Anfangsphase des Kriegs Roms gegen den makedonischen König Perseus wagten die Römer 171 v. Chr. trotz ihrer Niederlage bei Kallinikos wieder, den Peneios zu überqueren und Getreide im Gebiet von Krannon abzuernten. Später wird Krannon nur noch ab und zu inschriftlich erwähnt.

## Überreste
Die Lage von Krannon wurde vom britischen Archäologen William Martin Leake anhand einer antiken Inschrift, die den Namen der Stadt erwähnt, beim heutigen Palaio-Larisa ermittelt. Die antike Stadt liegt in einer fruchtbaren Ebene und wurde als Steinbruch verwendet. Daher verschwanden weitere, von Leake bei seinen Forschungen noch angetroffene Überreste. Entlang der Ränder einer viereckigen Anhöhe namens Palaiokastro von etwa einer Meile Umfang befinden sich die Fundamente der Mauern der Oberstadt. Auch blieben viele Grabhügel erhalten.